# Saison 3 de Haven
Chronologie
Saison 2 Saison 4
Cet article présente les treize épisodes de la troisième saison de la série télévisée américano-canadienne Haven.

## Synopsis
Les mystères de la ville s'intensifient. Un tueur en série a débarqué à Haven et tue des personnes avec un pistolet d'abattage. Audrey apprend qu'il ne lui reste que moins de deux mois avant sa prochaine disparition. L'agent Howard réapparait. Le Colorado Kid traîne dans les parages et une pluie de météores se prépare à frapper la ville. C'est lors de ce phénomène naturel qu'Audrey disparaîtra pour 27 ans. Le compte à rebours final a commencé.

## Distribution

### Acteurs principaux
- Emily Rose (VF : Laura Blanc) : Audrey Parker / Lucy Ripley / Sarah Vernon
- Eric Balfour (VF : Jérémy Bardeau) : Duke Crocker
- Lucas Bryant (VF : Jean-Alain Velardo) : Nathan Wuornos

### Acteurs récurrents
- Richard Donat (en) (VF : Thierry Murzeau) : Vince Teagues (épisodes 1, 2, 4, 5, 6, 8, 11, 12 et 13)
- John Dunsworth (VF : Jean-Pierre Becker) : Dave Teagues (épisodes 1, 2, 4, 5, 6, 8, 11, 12 et 13)
- Bree Williamson (en) (VF : Laura Préjean) : Dr Claire Callahan (épisodes 2 à 12)
- Kate Kelton (en) (VF : Lydia Cherton) : Jordan McKee (épisodes 2, 4, 5, 6, 7, 8, 10 et 13)
- Dorian Missick (en) (VF : Namakan Koné) : Tommy Bowen (épisodes 3 à 8)
- Adam Copeland « Edge » (VF : Éric Marchal) : Dwight Hendrickson (épisodes 1, 2, 6, 7, 8, 12 et 13)
- Christopher Shore (VF : Yann Guillemot) : Dr Lucassi (épisodes 3, 4, 7, 10, 11 et 12)
- Maurice Dean Wint (VF : Jean-Louis Faure) : agent spécial du FBI Howard (épisodes 4, 9, 12 et 13)
- Steve Lund (VF : Benoît DuPac) : James Cogan alias le Colorado Kid (épisodes 4 et 6 (flashback) + 12 et 13)

### Invités
- Michael Therriault : Wesley Toomey (épisode 1)
- Deborah Tennant (VF : Maïté Monceau) : Roslyn Toomey (voix) (épisode 1)
- Adrien Dixon : Ronnie (épisode 1)
- Tim Post (VF : Serge Faliu) : l'homme dans l'ombre (épisode 1)
- Adrian G. Griffiths (VF : Jérôme Pauwels) : Tor Magnusson (épisode 2)
- Kristin Slaney (VF : Victoria Grosbois) : Zoe Sellers (épisode 3)
- David Keeley (VF : Jérôme Pauwels) : Harry Nix (épisode 3)
- Shelley Thompson : Dr Portenza (épisode 3)
- Emma Wells : Miriam Lacroix (épisode 3)
- Rhonda McLean : Marjean Nix (épisode 3)
- Martin Julien (VF : Achille Orsoni) : Reed Harris (épisode 4)
- Francine Deschepper : Daphne (épisode 4)
- Eric Woolfe : Frank Bentley (épisode 4)
- Tessa Cameron : Alice Hargrove (épisode 4)
- Stephen LeBail (VF : Serge Faliu) : Bob Harmon (épisode 4)
- Amy Sloan (VF : Malvina Germain) : Lynette (épisode 5)
- Barry Flatman (VF : Jean-Louis Faure) : le juge Boone (épisode 5)
- Katriina Isberg (VF : sans dialogue) : Lady Justice (épisode 5)
- Andrew Chandler : Jason Dooley (épisode 5)
- Allie MacDonald (VF : Victoria Grosbois) : Tina (épisode 6)
- Iain Glen (VF : Benoît DuPac) : Roland Holloway (épisode 6)
- Claudia Black (VF : Laurence Charpentier) : Moira (épisodes 7 et 8)
- Chad Willett (VF : Benoît DuPac) : Dan Hamilton (épisode 7)
- Melanie Scrofano (VF : Victoria Grosbois) : Noelle (épisodes 7 et 8)
- Andrew Bush (VF : Matthieu Albertini) : Joseph Brenter (épisode 8)
- Nicholas Campbell (VF : Achille Orsoni) : le chef Garland Wuornos (épisode 9)
- George R. Robertson (VF : Achille Orsoni) : Stuart Mosley (épisode 9)
- Ryan Lee Kennedy (VF : Guillaume Bourboulon) : Stuart Mosley jeune (épisode 9)
- Kiara Glasco : Ginger Danvers (épisode 10)
- Stephen Bogaert (VF : Serge Faliu) : Morton Danvers (épisode 10)
- Chris MacKinnon (VF : Guillaume Bourboulon) : Kyle Baron (épisode 10)
- Joel Diamond : Lance Zerner (épisode 10)
- Brian Macquarrie (VF : Guillaume Bourboulon) : Henry Pace (épisode 10)
- Bernard Robichaud : Kirk (épisodes 10 et 13)
- Nolan North (VF : Matthieu Albertini) : Will Brady (épisode 11)
- Jeff Kassel (VF : Serge Faliu) : Greg (épisode 11)
- Sarah Ainsley Harrison : Erin Sullivan (épisode 11)
- Amy Kerr : Whitney (épisode 11)
- Molly Atkinson : Jeanine (épisode 11)
- Shaun Benson (VF : Serge Faliu) : Robert Taylor (épisode 12)
- Angela Besharah : Becka (épisode 12)
- Evan Buliung (VF : Guillaume Bourboulon) : Chaz (épisode 12)
- Melinda Deines (VF : Catherine Desplaces) : Denise (épisode 12)
- Fabien Melanson : Paul Sullivan (épisode 12)
- Laura Vandervoort (VF : Barbara Beretta) : Arla Cogan (épisodes 12 et 13)

## Production
Le 12 octobre 2011, la série a été renouvelée pour cette troisième saison.

### Casting
En mai 2012, les acteurs Bree Williamson, Dorian Missick (en) et Kate Kelton (en) ont obtenu un rôle récurrent au cours de la saison.
En juin 2012, l'actrice Allie MacDonald a obtenu un rôle le temps d'un épisode.
En juillet 2012, Iain Glen a obtenu un rôle pour le même épisode.
Le même mois, les acteurs Nolan North et Claudia Black ont obtenu un rôle le temps du double épisode lors de la saison.
En août 2012, il est annoncé que Adam Copeland « Edge » reprend son rôle de la saison dernière, puis Laura Vandervoort obtient un rôle pour les deux derniers épisodes.

### Tournage
Le tournage de la troisième saison a commencé le 18 avril 2012 à Halifax, en Nouvelle-Écosse, au Canada.

## Liste des épisodes

### Épisode 1:Enlèvements
- États-Unis : 21 septembre 2012 sur Syfy[4]
- Canada : 28 septembre 2012 sur Showcase[11]
- France : 21 mai 2013 sur Syfy France[12]
- Québec : 4 juin 2013 sur AddikTV[13]

- États-Unis : 2 millions de téléspectateurs[14] (première diffusion)

### Épisode 2:Attention, chiens méchants!
- États-Unis : 28 septembre 2012 sur Syfy
- Canada : 5 octobre 2012 sur Showcase
- France : 21 mai 2013 sur Syfy France[12]
- Québec : 4 juin 2013 sur AddikTV

- États-Unis : 1,44 million de téléspectateurs[15] (première diffusion)

### Épisode 3:Père biologique
- États-Unis : 5 octobre 2012 sur Syfy
- Canada : 12 octobre 2012 sur Showcase
- France : 28 mai 2013 sur Syfy France[12]
- Québec : 11 juin 2013 sur AddikTV

- États-Unis : 1,57 million de téléspectateurs[16] (première diffusion)

### Épisode 4:Vague d'accidents
- États-Unis : 12 octobre 2012 sur Syfy
- Canada : 19 octobre 2012 sur Showcase
- France : 28 mai 2013 sur Syfy France[12]
- Québec : 11 juin 2013 sur AddikTV

- États-Unis : 1,72 million de téléspectateurs[17] (première diffusion)

### Épisode 5:Les Impunis
- États-Unis : 19 octobre 2012 sur Syfy
- Canada : 26 octobre 2012 sur Showcase
- France : 28 mai 2013 sur Syfy France[12]
- Québec : 18 juin 2013 sur AddikTV

- États-Unis : 1,45 million de téléspectateurs[18] (première diffusion)

### Épisode 6:Maison hantée
- États-Unis : 26 octobre 2012 sur Syfy
- Canada : 2 novembre 2012 sur Showcase
- France : 28 mai 2013 sur Syfy France[12]
- Québec : 18 juin 2013 sur AddikTV

- États-Unis : 1,41 million de téléspectateurs[19] (première diffusion)

- Allie MacDonald (Tina)
- Iain Glen (Roland Holloway)

### Épisode 7:Résurrections, première partie
- États-Unis : 2 novembre 2012 sur Syfy
- Canada : 9 novembre 2012 sur Showcase
- France : 4 juin 2013 sur Syfy France[20]
- Québec : 25 juin 2013 sur AddikTV

- États-Unis : 1,54 million de téléspectateurs[21] (première diffusion)

- Claudia Black (Moira)

### Épisode 8:Résurrections, deuxième partie
- États-Unis : 9 novembre 2012 sur Syfy
- Canada : 16 novembre 2012 sur Showcase
- France : 4 juin 2013 sur Syfy France[20]
- Québec : 25 juin 2013 sur AddikTV

- États-Unis : 1,6 million de téléspectateurs[22] (première diffusion)

- Claudia Black (Moira)

### Épisode 9:Sarah
- États-Unis : 16 novembre 2012 sur Syfy
- Canada : 23 novembre 2012 sur Showcase
- France : 11 juin 2013 sur Syfy France
- Québec : 2 juillet 2013 sur AddikTV

- États-Unis : 1,61 million de téléspectateurs[23] (première diffusion)

- Nicholas Campbell (chef Garland Wuornos)
- George R. Robertson (Stuart Mosley)

En feuilletant le journal de son grand-père, Duke trouve un écrit disant que Sarah l’a tué en 1955 et découvre qu'une personne citée dans le journal est toujours vivante et réside toujours à Haven. Duke décide d'aller voir cette personne et en s’approchant de lui, l'homme est apeuré et l’envoie en 1955 à l'époque où son grand-père est mort. En 1955, Duke va dans le bar de la ville de l'époque lorsqu'une bagarre fait rage. Duke sauve la vie du barman qui n'est autre que son grand-père mais Duke est finalement arrêté car il ressemble à un étranger. Quand il est libéré, il décide de trouver le M. Mosley de cette époque pour rentrer en 2012.

### Épisode 10:Dans la peau du tueur
- États-Unis : 30 novembre 2012 sur Syfy
- Canada : 7 décembre 2012 sur Showcase
- France : 11 juin 2013 sur Syfy France
- Québec : 2 juillet 2013 sur AddikTV

- États-Unis : 1,53 million de téléspectateurs[24] (première diffusion)

- Kiara Glasco (Ginger Danvers)
- Stephen Bogaert (Morton Danvers)

### Épisode 11:Comment te dire adieu
- États-Unis : 7 décembre 2012 sur Syfy
- Canada : 14 décembre 2012 sur Showcase
- France : 18 juin 2013 sur Syfy France
- Québec : 9 juillet 2013 sur AddikTV

- États-Unis : 1,58 million de téléspectateurs[25] (première diffusion)

- Nolan North (Will Brady)

### Épisode 12:Retrouvailles
- États-Unis : 17 janvier 2013 sur Syfy[26]
- Canada : 18 janvier 2013 sur Showcase[27]
- France : 18 juin 2013 sur Syfy France
- Québec : 9 juillet 2013 sur AddikTV

- États-Unis : 1,31 million de téléspectateurs[28] (première diffusion)

- Laura Vandervoort (Arla Cogan)

- À la suite de la tuerie de l'école primaire Sandy Hook survenue le 14 décembre 2012, cet épisode ainsi que l'épisode suivant, initialement prévus les 14 et 21 décembre 2012 ont été reprogrammés le 17 janvier 2013, le douzième comportant des scènes de violence dans une école[26].

### Épisode 13:Mon plus beau souvenir
- États-Unis : 17 janvier 2013 sur Syfy[26]
- Canada : 18 janvier 2013 sur Showcase[27]
- France : 18 juin 2013 sur Syfy France
- Québec : 16 juillet 2013 sur AddikTV

- États-Unis : 1,36 million de téléspectateurs[28] (première diffusion)

- Laura Vandervoort (Arla Cogan)

- Prévu initialement le 21 décembre 2012, l'épisode a été reprogrammé le 17 janvier 2013[26].